# ミガキボラ

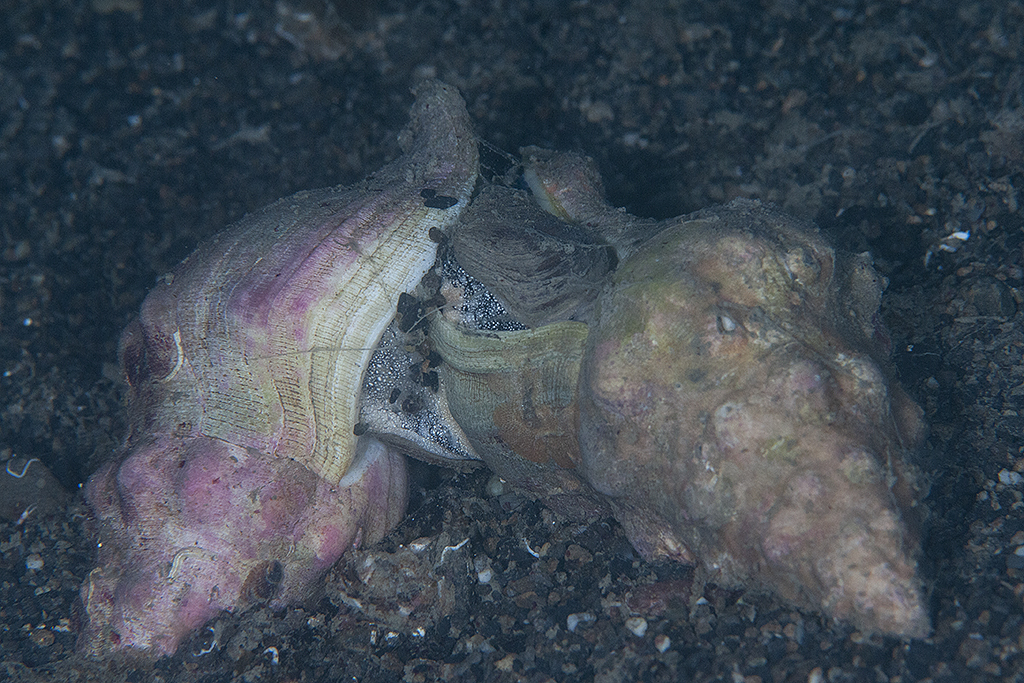

ミガキボラ（磨き法螺）、学名 Kelletia lischkei は、ペニオンボラ科に分類される海産の巻貝の一種。

## 分布
日本：本州から九州（太平洋側は三陸以南もしくは房総半島以南、日本海側は男鹿半島以南）。
韓国：朝鮮半島南部。

## 形態
成貝は殻高140mm、もしくは110mm。紡錘形で周縁には丸みのある結節が並び、水管溝はやや捻じれるように短く伸びる。殻表には細く弱い螺脈が多数あり、成長線と交わって多少布目状になる。光沢は全くない。成貝は全体に灰白色で模様はないが、藻類やコケムシ類などが付いて部分的に緑やピンク色などに見えることがある。殻口内は白色で軸唇は単純。外唇縁は細かく刻まれる。蓋は褐色の革質で厚く、核が下端にある木の葉形。

## 生態
潮間帯から水深20mまでの岩礁に生息する。卵嚢は丸みのある方形でマンジュウホオズキと呼ばれる

## 分類
化石は更新世から知られ、化石種の Kelletia brevis に近似するとされる。伝統的にエゾバイ科に分類されていたが、分子系統解析の結果からペニオンボラ科に分類されるようになった。